# 平滑小檗
平滑小檗（学名：Berberis levis）是小檗科小檗属的植物，为中国的特有植物。分布在中国大陆的四川、云南等地，生长于海拔2,100米至2,900米的地区，常生长在山坡常绿阔叶林、松林下以及山坡，目前尚未由人工引种栽培。